# Diocesi di Cillio
La diocesi di Cillio (in latino Dioecesis Cillitana) è una sede soppressa e sede titolare della Chiesa cattolica.

## Storia
Cillio, corrispondente alla città di Kasserine nell'odierna Tunisia, è un'antica sede episcopale della provincia romana di Bizacena.
Quattro sono i vescovi noti di questa antica sede episcopale. Alla conferenza di Cartagine del 411, che vide riuniti assieme i vescovi cattolici e donatisti dell'Africa, parteciparono per parte cattolica il vescovo Terziolo, e per parte donatista il vescovo Donato. Quest'ultimo rivendicò, come parte integrante della propria diocesi, anche il territorio di Vegesela, dove, malgrado il cattolico Privaziano ha fatto di tutto per impedire l'apertura di luoghi di culto donatisti, si trovano un prete e due diaconi. Il cattolico Terziolo è probabilmente da identificare con l'omonimo vescovo menzionato senza indicazione della sede di appartenenza nella lista di un concilio celebrato in una località sconosciuta della Bizacena il 24 febbraio 418.
Terzo vescovo noto è Fortunaziano, il cui nome figura al 64º posto nella lista dei vescovi della Bizacena convocati a Cartagine dal re vandalo Unerico nel 484; Fortunaziano, come tutti gli altri vescovi cattolici africani, fu condannato all'esilio.
Gli scavi archeologici hanno portato alla luce, tra i vari manufatti, i resti di una basilica di epoca bizantina.
A questa diocesi Mesnage e Toulotte aggiungono anche il vescovo Aurelio a Chullabi, che partecipò al concilio di Cartagine convocato il 1º settembre 256 da san Cipriano per discutere della questione relativa alla validità del battesimo amministrato dagli eretici, e figura all'81º posto nelle Sententiae episcoporum. Morcelli invece assegna Aurelio alla diocesi di Cullu in Numidia.
Dal 1925 Cillio è annoverata tra le sedi vescovili titolari della Chiesa cattolica; dal 16 febbraio 2019 il vescovo titolare è Carlos Enrique Samaniego López, vescovo ausiliare di Città del Messico.

## Cronotassi

### Vescovi residenti
- Aurelio ? † (menzionato nel 256)
- Terziolo † (prima del 411 - dopo il 418 ?)
  - Donato † (menzionato nel 411) (vescovo donatista)
- Fortunaziano † (menzionato nel 484)

### Vescovi titolari
- Boļeslavs Sloskāns † (5 maggio 1926 - 18 aprile 1981 deceduto)
- Louis Anthony DeSimone † (27 giugno 1981 - 5 ottobre 2018 deceduto)
  - Franciszek Ślusarczyk (3 dicembre 2018 - 12 dicembre 2018 dimesso) (vescovo eletto)[5][6]
- Carlos Enrique Samaniego López, dal 16 febbraio 2019